# Falls of Clyde
Falls of Clyde — старейшее в мире полностью сохранившееся четырёхмачтовое парусное судно с металлическим корпусом; также единственный сохранившийся парусный танкер. В настоящее время — музейный корабль в Гонолулу; с 1989 года — национальный памятник США.
Корабль Falls of Clyde был построен в 1878 году на верфи Russell & Co. в Порт-Глазго на западе Шотландии. Это был первый из девяти четырёхмачтовых кораблей с металлическим корпусом для судоходной компании Wright, Breakenridge & Co., названных в честь шотландских водопадов. Каскад небольших водопадов на реке Клайд, в устье которой стоит Порт-Глазго, дал имя старшему из кораблей. Его построили в соответствии с самым высоким стандартом международных торговых судов — А-1 по регистру Ллойда.
После спуска на воду путь Falls of Clyde лежал в Карачи, первые годы парусник курсировал на торговых линиях Британской Индии. Через шесть лет его стали использовать как трамповое судно, — Falls of Clyde побывал с грузом пиломатериалов, джута, цемента, пшеницы в Австралии, Новой Зеландии, Калифорнии; приходилось возвращаться и на Британские острова.
Спустя двадцать один год Falls of Clyde был куплен за 25 тысяч долларов США американской Matson Navigation Company и, придя в 1899 году в Гонолулу, зарегистрирован под гавайским флагом. Чтобы сэкономить на экипаже, компания переоснастила парусный корабль в барк, заменив пять прямых парусов на бизань-мачте на два легкоуправляемых триселя. Была достроена ходовая рубка, в трюме оборудованы каюты для платных пассажиров; и с 1899 по 1907 год Falls of Clyde совершил более шестидесяти рейсов между гавайским Хило и Сан-Франциско, перевозя промтовары на запад, сахар на восток, а пассажиров в обе стороны. По тем временам это было быстрое и удобное судно, от Гавайев до Калифорнии в среднем 17 дней пути.
В 1907 году Falls of Clyde выкупила Associated Oil Company и переоборудовала его в танкер вместимостью 19 000 баррелей. В корпус судна встроили десять стальных резервуаров по 300 кубометров каждый, в носовой части установили насосную станцию. Теперь Falls of Clyde возил на Гавайи керосин, а обратно в Калифорнию — чёрную кормовую патоку.
Время коммерческих парусников неумолимо подходило к концу, в 1927 году новый собственник — General Petroleum Company — лишил уже потрёпанный Falls of Clyde парусного вооружения и превратил в плавучий топливный склад на Аляске. В 1963 году очередной собственник запланировал продать судно, чтобы затопить в Ванкувере как часть волнореза. Однако Карл Кортум, директор Морского музея в Сан-Франциско, и Фред Клебингат, ходивший на Falls of Clyde старпомом в 1915 году, уже какое-то время следили за судьбой уникального корабля; и они не позволили ему закончить карьеру столь бесславно. Им удалось в течение нескольких дней собрать средства для покупки судна, и в конце октября 1963 года Falls of Clyde был взят на буксировку обратно в Гонолулу.
Корабль стал экспонатом Гавайского исторического музея и был открыт для публики в 1968 году. Внук конструктора корабля Уильям Литгоу согласился помочь в восстановлении исторического оборудования корабля. Верфь в Порт-Глазго передала музею в дар для Falls of Clyde новые стальные мачты и гики из орегонской сосны.
С 1973 года корабль взят под государственную охрану, а с 1989 года объявлен национальным памятником США. Тем не менее, никто за ним толком не смотрел и постепенно Falls of Clyde пришёл в полный упадок. Из 600 тысяч долларов, полученных историческим музеем на его поддержание и реставрацию, была освоена лишь половина. В 2008 году исторический музей сообщил, что если не будут собраны частные пожертвования для ухода за кораблём, он будет затоплен. Некоммерческое общество «Друзья Falls of Clyde» спасло судно от затопления и до настоящего времени поддерживает его, но не имеет возможности поставить в сухой док для полноценного ремонта. С 2019 года общество предпринимает усилия для возврата парусника на родину — в Шотландию, где целый ряд благотворительных и культурных учреждений готовы оказать содействие в восстановлении и музейном использовании последнего парусного танкера.